# Герб Лотарингії
Герб Лотарингії — герб регіону на північному сході Франції, що межує з Бельгією, Люксембургом і Німеччиною. Герб складається з жовтого щита з трьома білими орлами в польоті в червоній діагональній смузі. Зображення щита також використовувалося як герб історичного Лотаринзького герцогства, правителі якої додавали його у власні герби поруч із гербами інших територій, які контролювали. Окрім самого регіону Франції, герб Лотарингії також знайшов використання в Німеччині, Англії, Австро-Угорщині, Бельгії та Італії.

## Опис
Герб Лотарингії: у золотому полі червоний перев'яз управо, що обтяжений трьома срібними алеріонами.
Легенда розповідає, що три орли, які обтяжують перев'яз герцогів Лотарингії, поміщені на герб за часів Готфріда Буйонського, герцога Нижньої Лотарингії, який при взятті Єрусалима 1099 року однією стрілою прострелив відразу трьох орлів у польоті.
Більш науково походження орлів можна пояснити грою слів з літерами «ALERION»(«Орел»), що утворюють анаграму «LOREINA» (історична назва регіону — «Lorraine»).
Згідно з іншою гіпотезою, герб Лотарингії породжений впливом більш ранніх гербів Ельзасу (герцоги Лотарингії походили з ельзаського роду):
- орел перетворився на трьох під впливом герба Верхнього Ельзасу, де присутні по три корони;
- наслідування перев'язу можливе з гербів Нижнього і Верхнього Ельзасу;
- поєднання кольорів — обернене до кольорів Верхнього Ельзасу.

Можливо, орли на перев'язі лотаринзького герба з'явилися внаслідок зв'язків із Священною Римською імперією (символ орла) і дому Гогенштауфенів (кількість орлів тотожна кількості левів герба Гогенштацфенів).

Герб Нижнього Ельзасу
Герб Верхнього Ельзасу
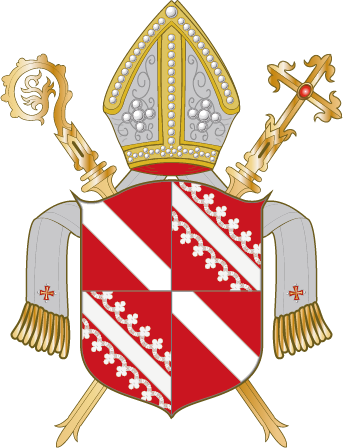
Герб Страсбурзького єпископства
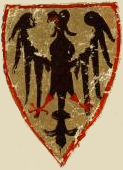
Герб Священної Римської імперії часів Генріха VI)
Герб дому Гогенштауфенів

Геральдичні кольори та метали герба символізують:
- червоний — хоробрість, мужність, любов, а також кров, пролиту в боротьбі;
- золото — знатність, могутність і багатство, а також чесноти: силу, вірність, чистоту, справедливість, милосердя і упокорювання;
- срібло — благородство, відвертість, а також чистоту, невинність і правдивість.

## Історія

### Велике герцогство
Герб Лотарингії є дуже давнім. Свідченням цього є той факт, що перев'яз з орлами вперше з'являється 1183 року на печатці герцога Лотарингії Симона II, у період становлення європейської геральдики.
Наступного разу герб з орлами вживаний як символ герцога Лотарингії Феррі I у 1205—1206 роках. З того часу герб остаточно закріплюється як символ герцогства Лотаринзького та герцогського роду.
У 1420 року донька останнього герцога з прямої лінії лотаринзького дому Ізабелла Лотаринзька вийшла заміж за представника дому Капетингів гілки Валуа, спадкоємця графа Барського, Рене I Анжуйського. Новий герцог прийняв герб, який поєднував символи свого роду (герби Анжуйського і Барського герцогств) із символами роду дружини (щиток з гербом Лотарингії поверх згаданих гербів).
1434 року після смерті бездітного старшого брата Луї III Анжуйського, Рене І стає главою дому Валуа-Анжу і право на володіння (і символи) Анжу і Бар.
1435 року бездітна королева Жанна II Неаполітанська залишає свій спадок Рене І. Так, герцог Лотарингії стає королем Неаполя, і отримує право на герб Неаполітанського королівства з претензійними гербами королівства Угорщини та Єрусалиму. Внаслідок цього змінився герб Рене І, який тепер поєднував три королівства (Угорське, Неаполітанське та Єрусалимське) і три великі герцогства (Анжуйське, Барське і Лотаринзьке).
Оскільки мати Рене І, Іоланда Арагонська, була єдиною дочкою Іоана I Арагонського, її смерть 1443 року зробила герцога також претендентом на трон Арагону. Проте, арагонська знать передала корону королівства молодшому сину короля Кастилії, і Рене І розпочинає боротьбу за дідівський трон, що проявилося у розміщенні герба Арагону на центральному щитку власного герба.
1453 року помирає герцогиня Ізабелла Лотаринзька, і трон герцога Лотарингії переходить до її сина Жана II. У наш час[коли?] герб герцогства відновлено у первісному вигляді, а Рене І із свого герба видаляє герб Лотарингії як такий, що перейшов у власність сина.
1473 року Лотарингія переходить главі Водемонської гілки Лотаринзького дому Рене II (племіннику Іоана ІІ і сину дочки Рене І).
Після смерті батька 1480 року, Рене II успадковує лише Лотаринзьке і Барське герцогства, оскільки Людовік XI відібрав Анжуйське герцогство і Провансальське графство. Проте, у власному гербі Рене II зберіг герби втрачених родових земель.
1538 року від бездітних родичів дружини Рене II отримав права на нові володіння. Проте, французький король Карл V відбирає спадок герцога собі. Не зважаючи на це, герцог Антуан (син Рене II) розміщує герби двох втрачених герцогств на власний герб. Так гербовий щит лотаринзьких герцогів почав містити герби чотирьох королівств (Угорського, Неаполітанського, Єрусалимського та Арагонського) і чотирьох герцогств (Анжуйське, Гелдерландське, Юльське й Барське) зі щитком Лотарингії у центрі.
Герб Лотарингії без значних змін використовувався володарями згаданих земель як ознака власності до 1737 року, коли останній герцог Лотарингії із династії де Водемон Франц відмовився від герцогства Лотарингії та герцогства Бар на користь тестя короля франції Людовика XV Станіслава Лещинського. Новий герцог вживав як герб своїх володінь поєднання герба Лотарингії та Бару, а лотаринзьких орлів він використав як щитотримачів власного герба.
Після смерті Станіслава Лещинського 1766 року через доньку Марію Лещинську Лотарингія переходить у пряму власність французьким королям. Так, герб Лотарингії став використовуватися у королівській геральдиці разом з гербами інших королівських спадкових володінь.

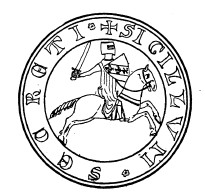
Печать герцога Феррі ІІІ (1251—1303)
Герб Рене І Анжуйського (1420—1435)
Герб Рене І Анжуйського (1435—1443)
Герб Рене І Анжуйського (1443—1453)
Герб Рене ІІ Лотаринзького (1473—1508)
Динарій Рене ІІ Лотаринзького (1473)
Герб спадкоємців Рене ІІ (1508—1737)
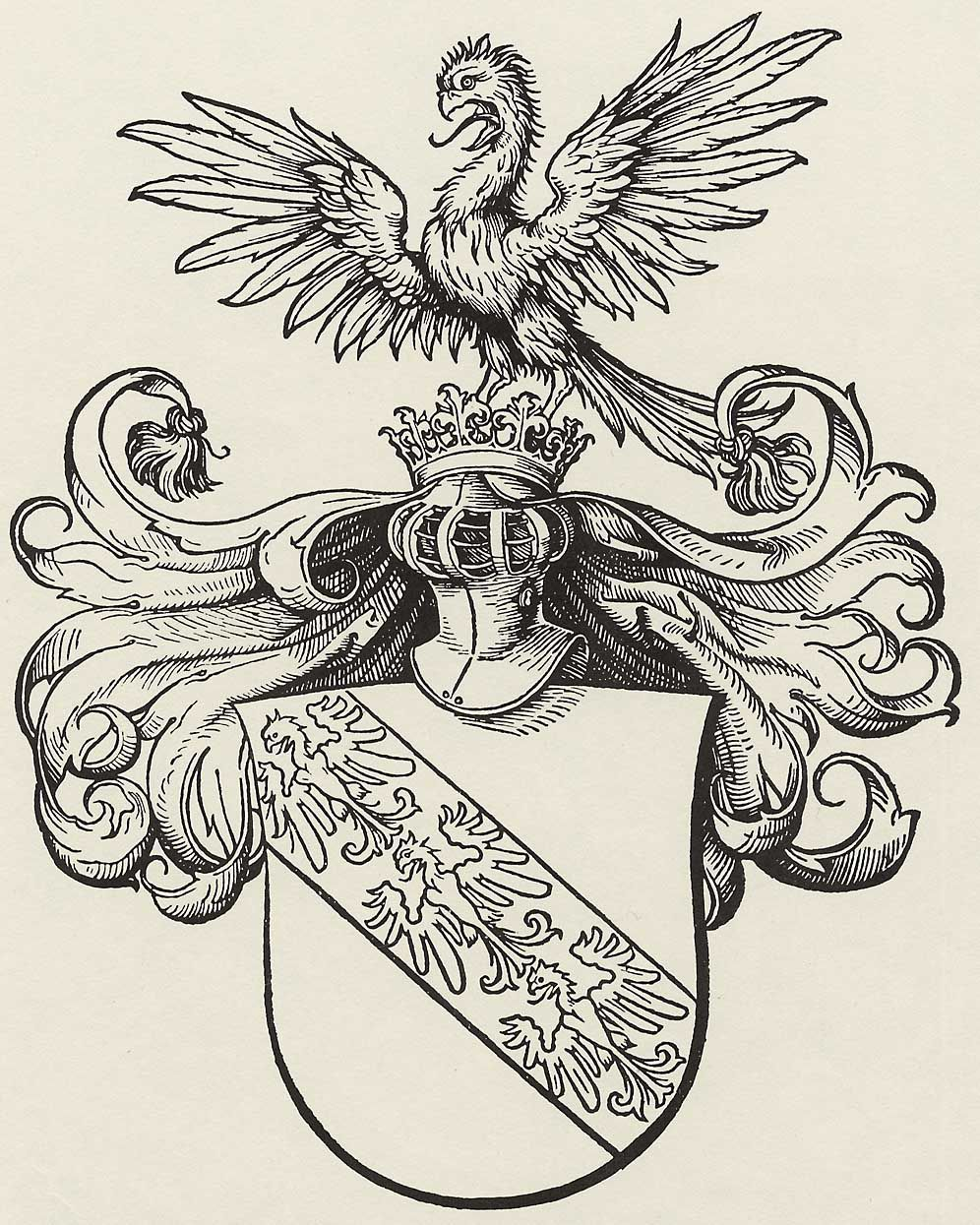
Герб Лотарингії (1523)
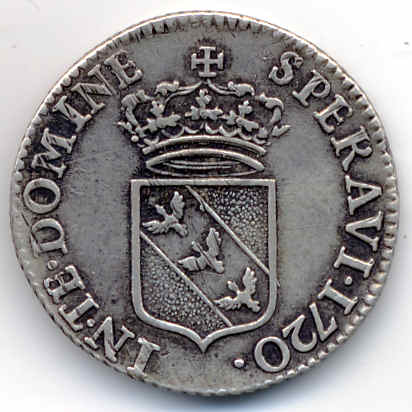
Динар герцога Леопольда (1690—1729)
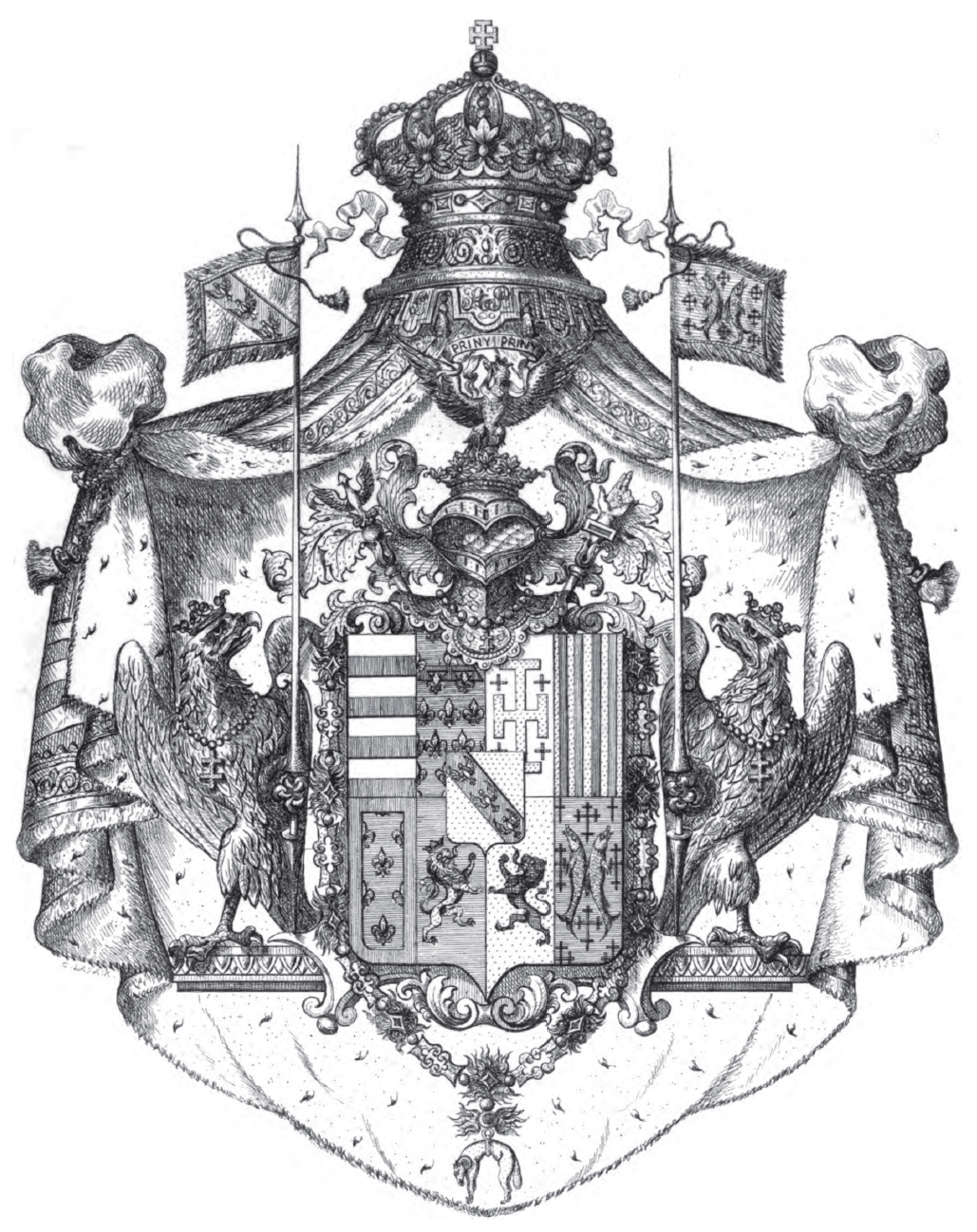
Герб Лотарингії (1697)
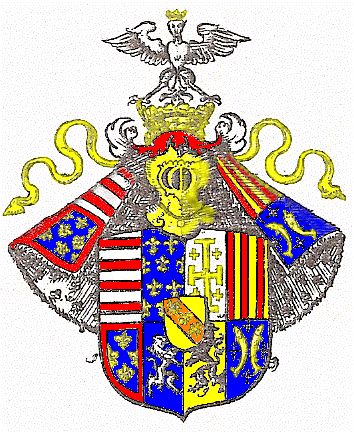
Герб Лотарингії (1703)
Герб герцога Лотарингії Станіслава Лещинського (1737—1766)

Герб Лотарингії складався не лише із щита, часто він мав й інші елементи герба:
- лицарський шолом, який символізував приналежність власника до лицарського стану,
- корону лицарську, яка могла покривати шолом, або герцогську, яка покривала мантію і увінчувала всю композицію герба,
- нашоломника у вигляді орла,
- щитотримачів на базі, у вигляді орлів із золотими лотаринзькими хрестами на грудях,
- орден Золотого руна, як символ бургундського спадку,
- скіпетри з «рукою правосуддя» та лотаринзьким орлом, як символ судових і законодавчих повноважень,
- геральдичні прапори, як додаткові геральдичні символи[4].

### Імперська провінція
Включення Ельзасу та частини Лотарингії до Німецької імперії, поставило питання герба імперської провінції. Протягом 1891—1918 рр. таку функцію виконували Великий і малий герб Ельзас-Лотарингії.
Опис малого герба: щит розсічено і напівпересічено, у першому чвертьполі розміщено герб Верхнього Ельзасу — на червоному тлі золотий перев'язо вліво, супроводжуваний з обох боків трьома золотими коронами, у другому чвертьполі розміщено герб Нижнього Ельзасу — білий перев'яз прикрашений з обох сторін білим мереживом у червоному полі, у третьому пів полі герб Лотарингії — у золотому полі червоний перев'яз управо, що обтяжений трьома срібними алеріонами. Щит увінчано великокняжою короною. Великий герб утворювався накладанням малого герба на груди імперському орлу.
Автономісти Ельзас-Лотарингії використовували альтернативний імперському герб провінції: щит увінчаний княжою короною і підтримується двома золотими левами. Заміна орла на левів символізувала прагнення жителів провінції ширшої автономії, а то й незалежності.

Символ Лотарингії на великому гербі «імперської провінції» (1891-1918)
Символ Лотарингії на малому гербі «імперської провінції» (1891—1918)
Символи Лотарингії на поштовій марці (1889)
Символи Лотарингії на «альтернативному» гербі «імперської провінції» (1905)
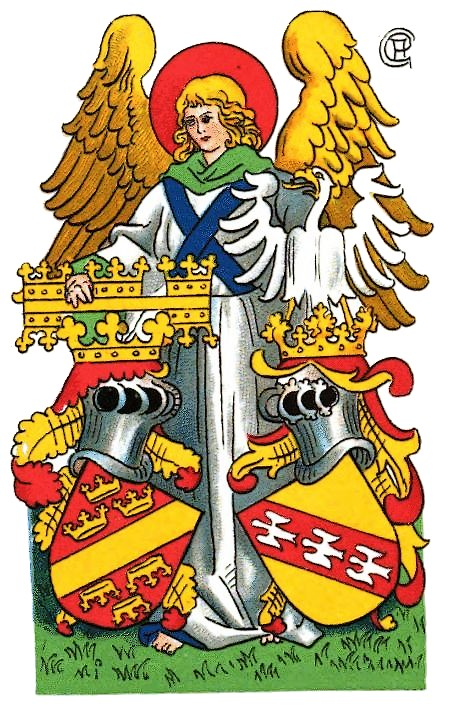
Символи Верхнього Ельзасу та Лотарингії з «Німецького гербового календаря» (1938)

### Регіон
З поверненням Східної Лотарингії до складу Франції, історичний герб Лотарингії використовується як регіональний символ разом із іншими регіональними гербами.

## Логотип Лотарингії
1993 року герб, було переосмислено в сучасній графічній формі художницею Charlélie Couture (народилася в Нансі) на прохання Регіональної ради Лотарингії, який з того часу використовується як логотип..

## Герби департаментів Лотарингії
Елементи герба Лотарингії присутні на всіх гербах департаментів регіону, окрім герба департаменту Мез, який походить від герба Барського герцогства.

Мез
Мерт і Мозель
Мозель
Вогези

## Герб Лотарингії як основа інших гербів

### Земельні, міські та корпоративні герби
- Німеччина: герб Лотарингії був присутнім на гербі Ельзас-Лотарингії, і як такий висічений на фасаді Рейхстагу в Берліні. Сьогодні герб Лотарингії знаходяться на гербі Саару[8], і двох його районів: Мерциг-Вадерну[9] і Саарлуї[10].
- Англія: оскільки символ Лотарингії був на гербі Маргарити Анжуйської (1429—1482)[11], його використовує Квінс Коледж (Кембридж)[12], який вона заснувала.
- Італія: символ Лотарингії був на гербі Франциска III Лотаринзького, великого герцога Тосканського, і прапорі Великого Герцогства Тосканського в 1848 року[13][14].

Герб Саару
Герб Мерциг-Вадерну
Герб Саарлуїсу
Герб Квінс Коледжу (Кембридж)
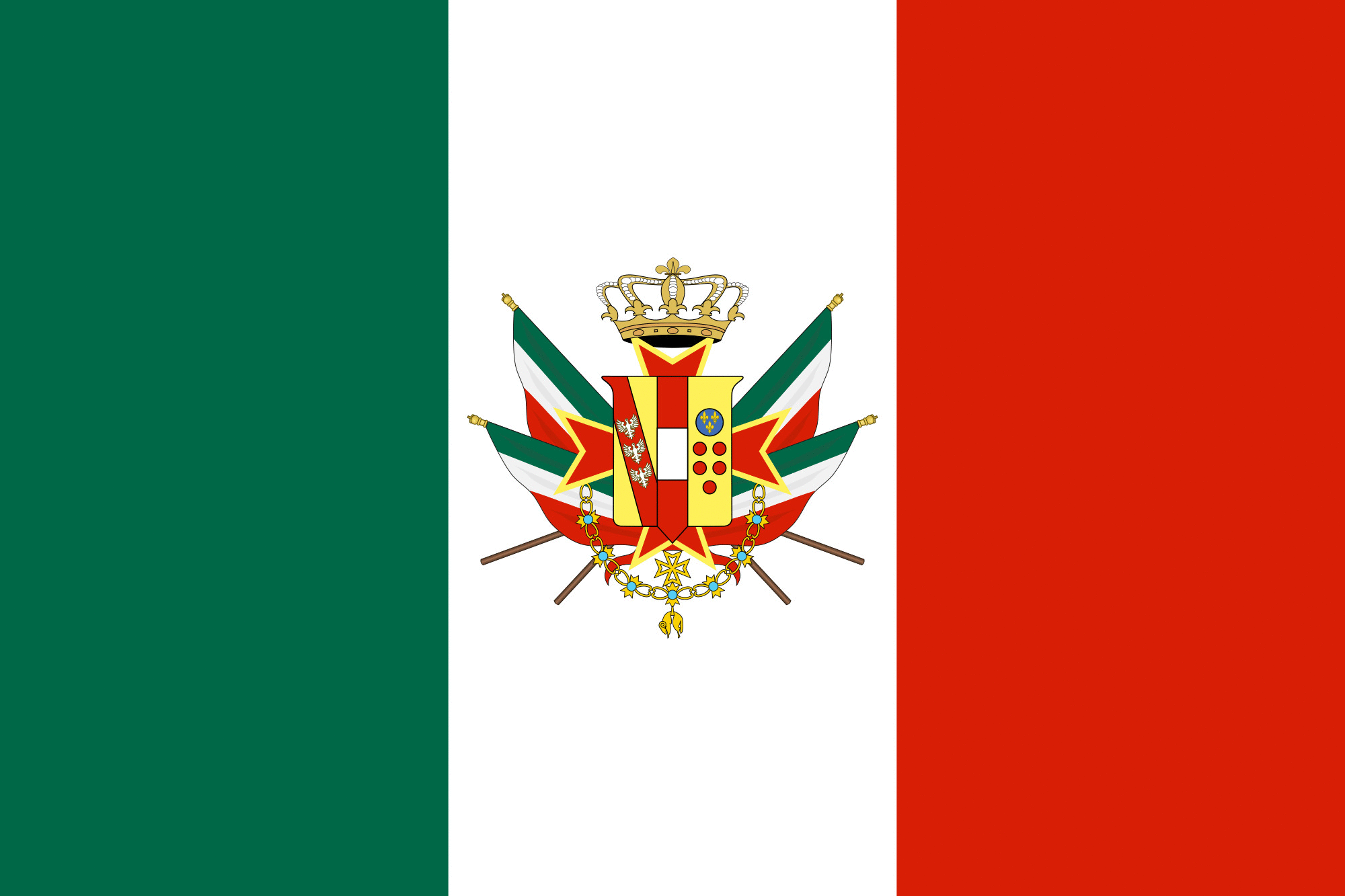
Прапор Великого герцога Тосканського

### Родові герби
Герб Лотарингії вживався у різноманітних відгалуженнях Лотаринзького дому. Рене II, онук Рене І, висунув свої права на графство Гіз ще 1480 року, після смерті свого діда. У 1508 після смерті Рене І року, всі його французькі володіння переходять до другого сина Клода. Клод де Гіз домігся підтвердження свого право на володіння графством Гіз Паризьким парламентом в 1520 року. Рід де Гіз із Лотаринзького дому використовував тогочасний герб герцогства із додаванням червоного турнірного коміра.
Також герб Лотарингії присутній на династичному гербі Франца І та його нащадків — Габзбургів-Лотаринґів.
Герб Лотарингії був на гербі брата Франца І, губернатора і генерал-капітана (намісника) Нідерландів Карла Олександра. До нашого часу герб присутній на постаменті Карла-Олексндра на площі Гран-Плас у Брюсселі, і Нотр-Дам-де-Бонсурс в Брюсселі.
В знак подяки за приєднання до Німеччини Ельзас-Лотарингії, імператор Німеччини пожалував Бісмарку додаткові елементи герба: геральдичні прапори Ельзасу і Лотарингії.

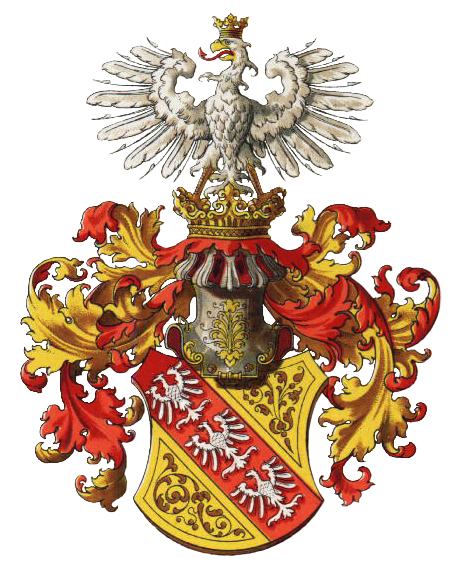
Герб Лотаринзького дому
Герб Лотаринзького дому (малий герб)
Герб роду Водемон з лотаринзького дому (1393—1473)
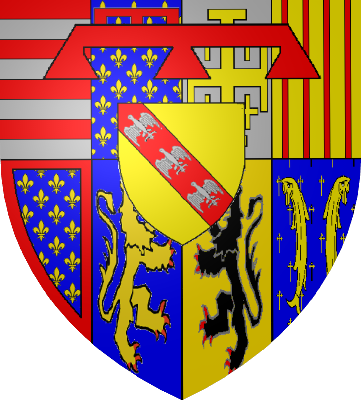
Герб роду де Гіз із Лотаринзького дому (1528—1789)
Герб роду Маєнн із Гізів-Лотаринзьких (1573-1789)
Герб роду Аумале із Гізів-Лотаринзьких
Герб роду Ельбеф із Гізів-Лотаринзьких (1554-1789)
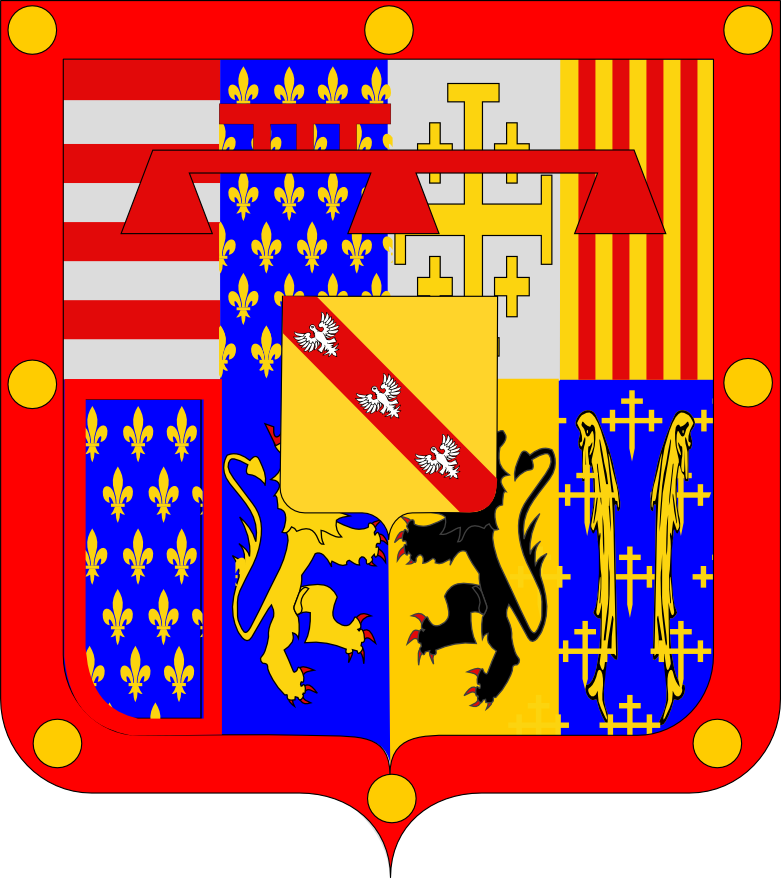
Герб роду Ельбеф-Харкорт із Гізів-Лотаринзьких (1583-1747)
Герб роду Меркур із Лотаринзького дому
Герб роду Шеврез із Гізів-Лотаринзьких
Імперський герб Франца І
Герб герцога Лотарингії Станіслава Лещинського (1737—1766)
Герб Габзбургів-Лотаринзьких
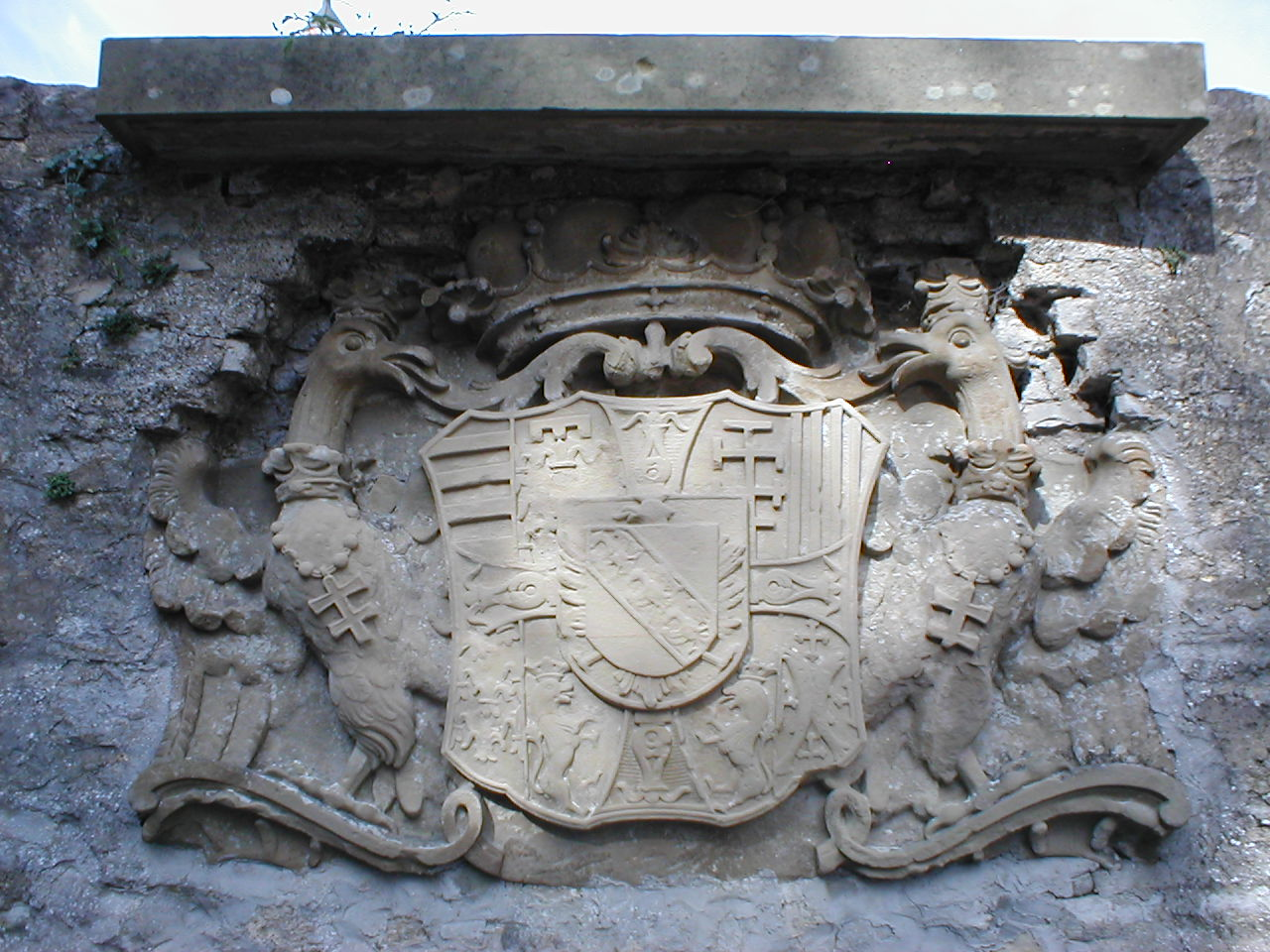
Герб Карла-Олександра Лотаринзького на зовнішній стіні замку Heuchlingen
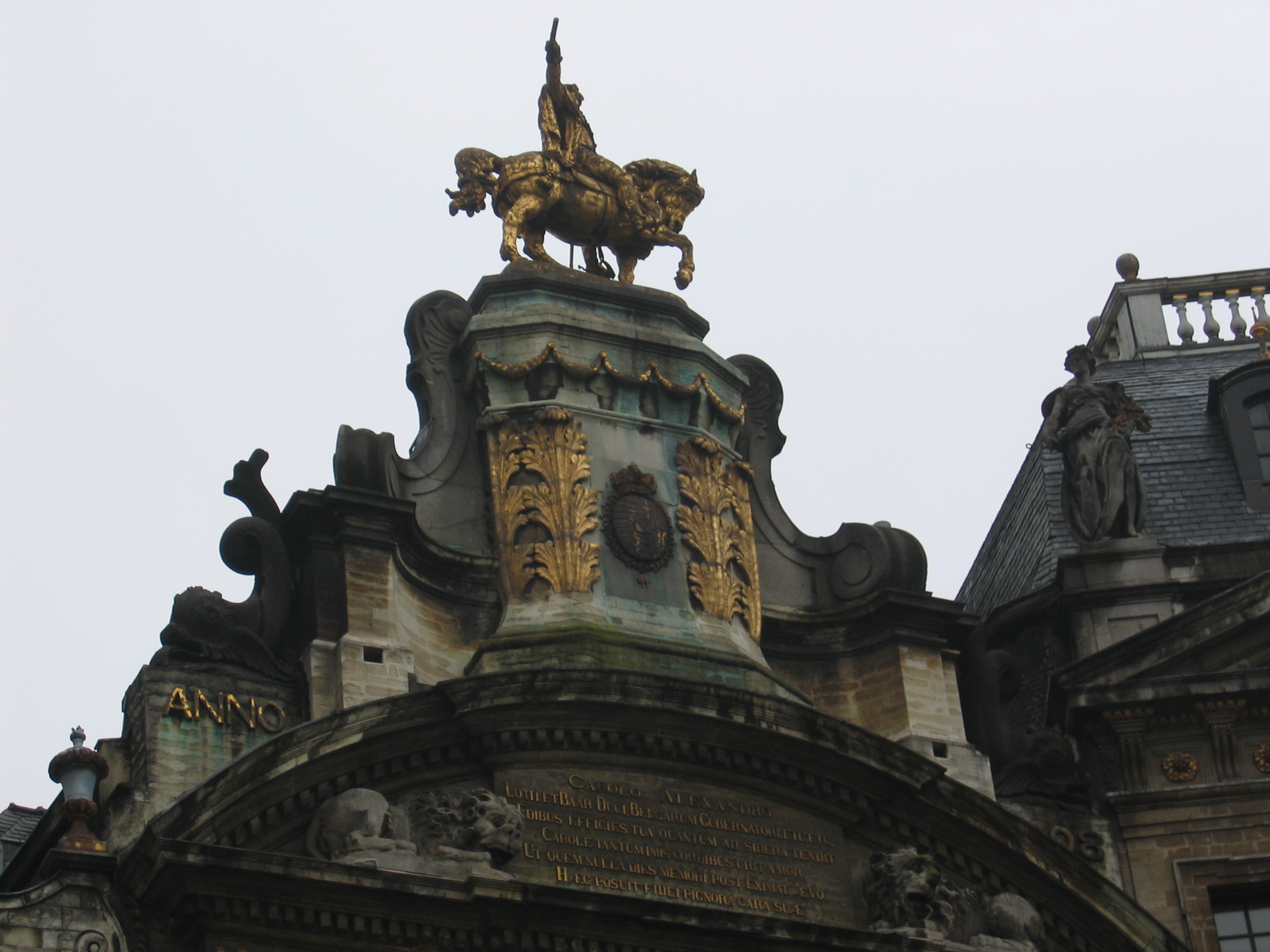
Статуя і герб Карла-Олександра Лотаринзького на Гран-Плас у Брюсселі
Герб тосканської гілки Габзбургів-Лотаринзьких
Герб Отто фон Бісмарка

### Церковна геральдика
Ряд представників Лотаринзького дому займали церковні посади. Так, лотаринзький герб з'явився і в церковній геральдиці.

Кардинал Лотаринзький
Карл Лотаринзький (1567-1607)
Кардинал де Гіз